# Eleutherodactylus jugans
Espèce
Synonymes
- Leptodactylus darlingtoni Cochran, 1935

Statut de conservation UICN

 CR A3c : 
En danger critique
Eleutherodactylus jugans est une espèce d'amphibiens de la famille des Eleutherodactylidae.

## Répartition
Cette espèce est endémique d'Hispaniola. Elle se rencontre de 1 240 à 2 150 m d'altitude dans le Massif de la Selle à Haïti et la Sierra de Baoruco en République dominicaine.

## Description
Les femelles mesurent jusqu'à 33 mm.

## Publications originales
- Cochran, 1937 : A necessary change in an amphibian name. Journal of the Washington Academy of sciences, vol. 27, no 7, p. 312 (texte intégral).
- Cochran, 1935 : New reptiles and amphibians collected in Haiti by P. J. Darlington. Proceedings of the Boston Society of Natural History, vol. 40, p. 367-376.